# Play the Guitar
"Play the Guitar" é uma canção de americano de hip-hop artista de gravação B.o.B , com o compatriota rapper André 3000. Foi gravado para ser single do ábum Strange Clouds de B.o.B, porém não entrou na lista final.

## Antecedentes
B.o.B foi convidado para ir em 25 de outubro na Sound Studios. BoB tocou oito músicas do álbum de uma audiência privada, em seguida, sentou-se com Mack do para falar sobre o novo álbum. Uma das faixas que estreou foi "Play the Guitar", de Bob para o instrumento de sua escolha. Ele descreve a música como que expressa seu "amor pela música e amor pela guitarra".

## Vídeo
O vídeo da música foi lançado em 8 de agosto de 2012. O vídeo mostra o rapper de Atlanta, bem como outros pixels que formam objetos e palavras representadas em pontos em preto-e-branco. No entanto Andre 3000, como a maioria de seus vídeos musicais como um artista de destaque, não aparece no vídeo.

## Paradas Musicais
| Parada (2012)                      | Melhor posição |
| ---------------------------------- | -------------- |
| Estados Unidos (Billboard Hot 100) | 98             |